# Boavista FC
Boavista Futebol Clube är ett portugisisk sportklubb från Porto, mest känd för sitt fotbollslag.

## Historia
Laget grundades 1903 och spelar sina hemmamatcher Estádio do Bessa.

## Placering tidigare säsonger
| Säsong    | Nivå | Liga          | Placering | Referens | Notering |
| --------- | ---- | ------------- | --------- | -------- | -------- |
| 2014/2015 | 1    | Primeira Liga | 13        | [ 2 ]    |          |
| 2015/2016 | 1    | Primeira Liga | 14        | [ 3 ]    |          |
| 2016/2017 | 1    | Primeira Liga | 9         | [ 4 ]    |          |
| 2017/2018 | 1    | Primeira Liga | 8         | [ 5 ]    |          |
| 2018/2019 | 1    | Primeira Liga | 8         | [ 6 ]    |          |
| 2019/2020 | 1    | Primeira Liga | 12        | [ 7 ]    |          |
| 2020/2021 | 1    | Primeira Liga | 13        | [ 8 ]    |          |
| 2021/2022 | 1    | Primeira Liga | 11        | [ 9 ]    |          |
| 2022/2023 | 1    | Primeira Liga | 9         | [ 10 ]   |          |

## Kända spelare
Svenskar som spelat i klubben:
- Martin Holmberg.